# Appellation d'origine contrôlée
Appellation d'origine contrôlée (AOC) er et fransk kvalitetsmærke for landbrugsprodukter, der er produceret i afgrænset område efter traditionelle fremstillingsmetoder. AOC-mærket er ikke afgrænset til fødevarer, men omfatter alle typer landbrugsprodukter.
I udlandet er AOC nok bedst kendt i forbindelse med vin.
Den fælleseuropæiske ordning om beskyttet oprindelsesbetegnelse, der på fransk hedder Appellation d'origine protegée (AOP), er EU's version af AOC, idet man også i andre lande kunne se værdien af at have et kvalitetsmærke.

## Produktgrupper[1]
1. 1. Kød (friskt)
  2. Kødprodukter (forarbejdede)
  3. Oste
  4. Andre animalske produkter
  5. Olier og animalsk fedt (smør, margarine, olie etc.)
  6. Frugt, grøntsager og korn, i ren form eller forarbejdet
  7. Fisk, skaldyr og krebsdyr, friske eller forarbejdede
  8. Andre produkter i Bilag 1 i traktaten (krydderier etc.)
2. 1. Øl
  2. Mineral- og kildevand
  3. Drikkevarer der er lavet på basis af planteekstrakt
  4. Bager- eller konditorvarer
  5. Gummi og naturharpiks
  6. Sennep
  7. Pasta
  8. Salt
3. 1. Foder
  2. Essentielle olier
  3. Kork
  4. Karmin
  5. Blomster og andre pynteplanter (gran)
  6. Uld
  7. Pil
  8. Hørprodukter
  9. Bomuld
  10. Vine
  11. Alkohol
  12. Andre alkoholiske drikkevarer

## Statistik[2]
Der findes 360 AOC'er for alkoholiske drikkevarer, heraf 307 for vin. Derudover findes der 49 mælkeprodukter fordelt på 46 oste, to smør og en fløde. De 42 øvrige produkter er 14 frugter og grøntsager, 13 oliven og olivenolier, syv kødprodukter, to fjerkræsprodukter, to honninger, et fiskeriprodukt, et krydderi, et foder, en essentiel olie.

## Interne henvisninger
- Beskyttet oprindelsesbetegnelse
- INAO